# Gran Premi de Gran Bretanya del 1976

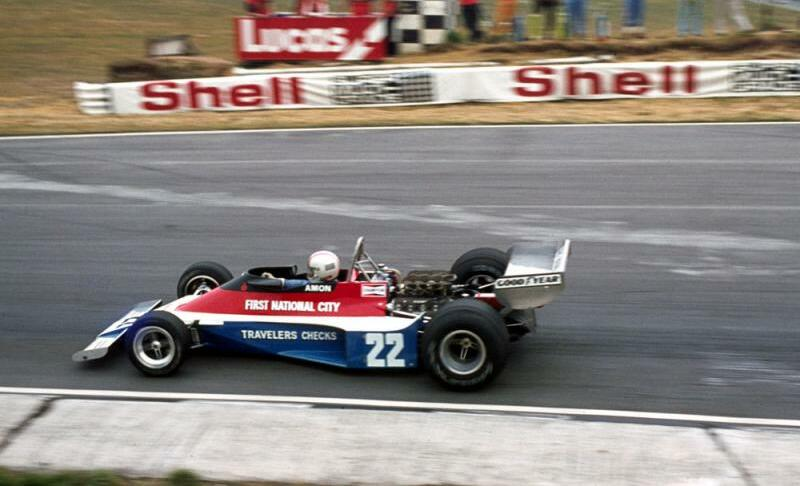
Imatge de la cursa al circuit de Brands Hatch.

Resultats del Gran Premi de la Gran Bretanya de Fórmula 1 de la temporada 1976, disputat al circuit de Brands Hatch el 18 de juliol del 1976.
Aquest és l'únic Gran Premi de la història de la Fórmula 1 on van prendre part dues dones (Lella Lombardi i Divina Galica) a la cursa, encara que no es van classificar per disputar la cursa.

## Resultats
| Pos | No | Pilot              | Equip                  | Voltes | Temps/ Retirada    | Pos. de sortida | Punts |
| --- | -- | ------------------ | ---------------------- | ------ | ------------------ | --------------- | ----- |
| DSQ | 11 | James Hunt         | McLaren - Ford         | 76     | Desqualificat      | 2               |       |
| 1   | 1  | Niki Lauda         | Ferrari                | 76     | 1h 44' 19. 66      | 1               | 9     |
| 2   | 3  | Jody Scheckter     | Tyrrell - Ford         | 76     | + 16.18 s          | 8               | 6     |
| 3   | 28 | John Watson        | Penske - Ford          | 75     | + 1 Volta          | 11              | 4     |
| 4   | 16 | Tom Pryce          | Shadow - Ford          | 75     | + 1 Volta          | 20              | 3     |
| 5   | 19 | Alan Jones         | Surtees - Ford         | 75     | + 1 Volta          | 19              | 2     |
| 6   | 30 | Emerson Fittipaldi | Fittipaldi - Ford      | 74     | + 2 Voltes         | 21              | 1     |
| 7   | 24 | Harald Ertl        | Hesketh - Ford         | 73     | + 3 Voltes         | 23              |       |
| 8   | 8  | Carlos Pace        | Brabham - Alfa Romeo   | 73     | + 3 Voltes         | 16              |       |
| 9   | 17 | Jean Pierre Jarier | Shadow - Ford          | 70     | + 6 Voltes         | 24              |       |
| Ret | 6  | Gunnar Nilsson     | Lotus - Ford           | 67     | Motor              | 14              |       |
| Ret | 10 | Ronnie Peterson    | March - Ford           | 60     | Prob. amb el comb. | 7               |       |
| Ret | 18 | Brett Lunger       | Surtees - Ford         | 55     | Caixa canvi        | 18              |       |
| Ret | 4  | Patrick Depailler  | Tyrrell - Ford         | 47     | Motor              | 5               |       |
| Ret | 7  | Carlos Reutemann   | Brabham - Alfa Romeo   | 46     | Pressió de l'oli   | 15              |       |
| Ret | 35 | Arturo Merzario    | March - Ford           | 39     | Motor              | 9               |       |
| DSQ | 2  | Clay Regazzoni     | Ferrari                | 36     | Pressió de l'oli   | 4               |       |
| DSQ | 26 | Jacques Laffite    | Ligier - Matra         | 31     | Suspensions        | 13              |       |
| Ret | 9  | Vittorio Brambilla | March - Ford           | 22     | Accident           | 10              |       |
| Ret | 38 | Henri Pescarolo    | Surtees - Ford         | 16     | Prob. amb el comb. | 26              |       |
| Ret | 22 | Chris Amon         | Ensign - Ford          | 8      | Pèrdua d'aigua     | 6               |       |
| Ret | 5  | Mario Andretti     | Lotus - Ford           | 4      | Encesa             | 3               |       |
| Ret | 12 | Jochen Mass        | McLaren - Ford         | 1      | Embragatge         | 12              |       |
| Ret | 34 | Hans Joachim Stuck | March - Ford           | 0      | Accident           | 17              |       |
| Ret | 25 | Guy Edwards        | Hesketh - Ford         | 0      | Accident           | 25              |       |
| NVQ | 20 | Jacky Ickx         | Wolf - Williams - Ford |        |                    |                 |       |
| NVQ | 13 | Divina Galica      | Surtees - Ford         |        |                    |                 |       |
| NVQ | 40 | Mike Wilds         | Shadow - Ford          |        |                    |                 |       |
| NVQ | 33 | Lella Lombardi     | Brabham - Ford         |        |                    |                 |       |

## Altres
- Pole: Niki Lauda 1' 19. 35

- Volta ràpida: Niki Lauda 1' 19. 91 (a la volta 41)

- Hunt, Laffite i Regazzoni van ser desqualificats per infraccions tècniques.